# NGC 5916
NGC 5916 ist eine 13,2 mag helle Balkenspiralgalaxie vom Hubble-Typ SBa/pec im Sternbild Waage und etwa 100 Millionen Lichtjahre von der Milchstraße entfernt. 
Sie steht in Wechselwirkung mit NGC 5915 und wurde zusammen mit dieser am 5. Juni 1836 von John Herschel mit einem 18-Zoll-Spiegelteleskop entdeckt, der dabei „B, S, R, glbM, 15 arcseconds, the preceding of two“ notierte.